# Rubén Glaria
Rubén Óscar Glaria (Bella Vista, 10 marzo 1948) è un ex calciatore argentino, di ruolo terzino destro.

## Carriera

### Giocatore

#### Club
Detto El Hueso (l'osso), iniziò la sua carriera con il San Lorenzo con cui vinse subito il campionato nazionale del 1972 e del 1974 ed il Metropolitano del 1972. Nel 1975 si trasferì al Racing Club dove rimane sino al 1977 quando passa al Belgrano. L'anno dopo è già al Sarmiento de Junin per poi ritornare al San Lorenzo dal 1979 al 1981. Prima di ritirarsi gioca un'ultima stagione con l'Atlanta.

#### Nazionale
A livello internazionale ha indossato 9 volte la maglia dell'Argentina senza segnare. Ha partecipato ai Mondiali del 1974 giocando 3 partite.

## Dopo il ritiro
A fine carriera si è dato alla politica.